# Каримнагар (округ)
Каримнагар (телугу కరీంనగర్ జిల్లా; урду کریم نگر ضلع‎; англ. Karimnagar) — округ на севере индийского штата Телангана, до 2014 года входил в юрисдикцию штата Андхра-Прадеш. Административный центр — город Каримнагар. Площадь округа — 11 823 км². По данным всеиндийской переписи 2001 года население округа составляло 3 491 822 человека. Уровень грамотности взрослого населения составлял 54,9 %, что немного ниже среднеиндийского уровня (59,5 %). Доля городского населения составляла 19,4 %.